# ليندا هاميلتون (لاعبة كرة قدم)
ليندا هاميلتون (بالإنجليزية: Linda Hamilton)‏ هي لاعبة كرة قدم ومدربة كرة قدم أمريكية، ولدت في 6 أبريل 1969 في الولايات المتحدة. شاركت مع منتخب الولايات المتحدة لكرة القدم للسيدات.

## وصلات خارجية
- ليندا هاميلتون على موقع الاتحاد الدولي (مؤرشف)  (الإنجليزية)